# ۸۵۲ (قمری)
۸۵۲ (قمری)، هشتصد و پنجاه و دومین سال در گاهشماری هجری قمری است. اول محرم این سال برابر با شانزدهم مارس سال ۱۴۴۸ میلادی است.

## زادگان
- ۱۵ شعبان  - ابن فرفور دمشقی، قاضی، فقیه شافعی و شاعر شامی .